# Sennek
Laura Groeseneken (Leuven, Bélgica, 30 de abril de 1990) é uma cantora e compositora belga. Irá representar o seu país, a Bélgica, no Festival Eurovisão da Canção em 2018.

## Discografia

### Singles
| Ano  | Obra               | Melhores posições atingidas | Melhores posições atingidas |
| Ano  | Obra               | BEL (FL)                    | BEL (WA)                    |
| ---- | ------------------ | --------------------------- | --------------------------- |
| 2018 | "A Matter Of Time" | 19                          | —                           |